# Wilson Pickett
Wilson Pickett (ur. 18 marca 1941 w Prattville, Alabama, zm. 19 stycznia 2006) – amerykański wokalista soulowy. W latach sześćdziesiątych Pickett należał obok Otisa Reddinga i Arethy Franklin do najpopularniejszych artystów swego gatunku. Autor takich przebojów jak In the Midnight Hour, Land of 1000 Dances, Mustang Sally i Funky Broadway.
W 1991 roku Wilson Pickett został wprowadzony do Rock and Roll Hall of Fame.

## Dyskografia
- 1963 It’s Too Late
- 1965 In the Midnight Hour
- 1966 The Wicked Pickett
- 1966 The Exciting Wilson Pickett
- 1967 The Sound of Wilson Pickett
- 1968 Midnight Mover
- 1968 I’m in Love
- 1969 Hey Jude
- 1970 Right On
- 1970 Wilson Pickett in Philadelphia
- 1971 Don’t Knock My Love
- 1971 Engine No. 9
- 1973 Miz Lena’s Boy
- 1973 Mr. Magic Man
- 1974 Tonight I’m My Biggest Audience
- 1974 Live in Japan
- 1974 Pickett in the Pocket
- 1975 Join Me and Let’s Be Free
- 1976 Chocolate Mountain
- 1978 A Funky Situation
- 1979 I Want You
- 1981 Right Track
- 1987 American Soul Man
- 1996 If You Need Me
- 1999 It’s Harder Now
- 2003 Take Your Pleasure Where You Find